# Неучев, Виктор Евгеньевич
Виктор Евгеньевич Неучев (род. 25 октября 2003, Челябинск) — российский хоккеист, нападающий.

## Биография
Начинал играть в челябинском «Мечеле», с 2018 года — в «Авто-Спартаковце» (Екатеринбург). С сезона 2020/21 стал играть в МХЛ за команду «Авто». В следующем сезона провёл также пять матчей за «Горняк-УГМК» в ВХЛ и один матч в КХЛ, сыграв 13 января 2022 года в домашнем матче «Автомобилиста» против «Северстали» (5:2).
На драфте НХЛ 2022 года был выбран в 3-м раунде под общим 74-м номером клубом «Баффало Сейбрз». 3 мая 2023 года подписал трёхлетний контракт новичка и с сезона 2023/24 стал играть за фарм-клуб «Баффало» «Рочестер Американс» в АХЛ.